# El Djazairia One
El Djazairia One était une chaîne de télévision généraliste privée algérienne basée à Alger, lancée le 1er mars 2012 et fermée par décision du gouvernement algérien en 2021. 
La chaîne est relancée en Europe depuis 01/11/2023 par le même propriétaire, le groupe Aissiou 

## Programmes

### Information
- El Djazairia News/ El Djazairia one / El Djazairia web

### Émissions de télévision
- Al-Ayādī al-Baydhā (en français : Les mains blanches)
- Al-Fhāmah (en français : Compréhension)
- Al-Jazā’iriyyāt (en français : Les Algériennes)
- Beddel Llūk Y Ḥabbūk (version algérienne de Nouveau look pour une nouvelle vie)
- Comment c'est fait
- Dzāyernā (en français : Notre Algérie)
- Fennānīn Live (en français : Artistes en live")
- Fenn Eṭṭyāb (en français : Art de cuisine)
- Jurnān El Gusto (en français : Journal d'El Gusto)
- Kheddem Rāsek (en français : Fais travailler ta cervelle)
- Kūnek Rājel! (version algérienne de Y a que la vérité qui compte)
- Ma‘a Zahra (en français : Avec Zahra)
- Qahwah Ḥlīb Party (en français : Café au lait Party)
- Qahwat El Gusto (en français : Café d'El Gusto)
- Wheeler Dealers : Occasions à saisir
- Zapping Net

### Feuilletons et séries télévisées
- Dar Eddroudj (en français : Les trois sœurs) produit par Bang Bang production www.bangbangprod.tv
- El Khawa (en français : Les frères)
- Bouzid Days
- Caméra Café
- Darna Show
- Yemma (en français : Maman)

## Organisation

### Siège
Le siège d'El Djazairia se situe à Londres et à Paris dans le 16e arrondissement, sur une surface de 460 m2.

## Diffusion
El Djazairia a été diffusée sur le satellite Eutelsat 7WA, positionné à 7° ouest, sur la fréquence 10922 v 27500 web et IP TV. 

## Identité visuelle

### Slogan
- Depuis 2012 : قناة كلّ الجزائريّين (Qanātu Kulli al-Jazā’iriyyīn?, signifiant : la télé de tous les Algériens).

### Logos

Logo d'El Djazairia de 2012 à 2016.
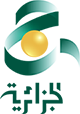
Logo d'El Djazairia de 2016 à 17 mai 2017.
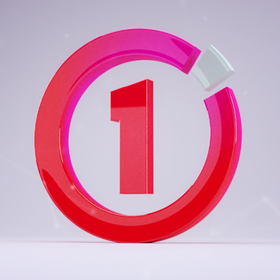
Logo d'El Djazairia One, du 17 mai 2017 jusqu’à sa fermeture le 23 août 2021.

## Audience
Lors du ramadan 2019/2020, selon l'institut de statistiques Immar, El Djazairia est la 1re chaîne la plus regardée des Algériens avec 27 % des parts du marché.

## Sanction
En 2015, l'émission satirique Djazaïria Week-end, co-animé par Abdou Semmar et diffusée sur la chaine El Djazairia One, est suspendue après avoir évoqué le patrimoine immobilier à Paris d'un ministre algérien et de sa fille par les auteurs du livre Paris-Alger, une histoire passionnelle des journalistes Christophe Dubois et Marie-Christine Tabet.
La chaîne est fermée de manière définitive le 23 août 2021 sur instruction du ministère de la communication à la suite d'« Liberté d’expression ».